# اورت بروان
اِوِرِت بِروان (به انگلیسی:Everett Brown) (زاده ۱۹۰۲-درگذشت ۱۹۵۳) یک بازیگر آمریکایی بود.
او بین سال های ۱۹۲۷ تا ۱۹۵۳ فعالیت می کرد.
اورت براون به دلیل سیاه پوست بودن،نقش شخصیت هایی را بازی می کرد که معمولا تبعیض آمیز بودند.
او حدودا در ۴۰ فیلم نقش آفرینی کرد که معروفترین آنها بر باد رفته است.او در این فیلم نقش بیگ سَم را بازی کرد.
از دیگر فیلم های معروفی که او در آنها بازی کرد،می توان به کینگ کونگ اشاره کرد.